# Droom op Edsin-Gol
Droom op Edsin-Gol is een hoorspel van Günter Eich. Ein Traum am Edsin-Gol werd op 14 september 1950 door de Süddeutscher Rundfunk uitgezonden. Will Barnard zorgde voor een Nederlandse vertaling en op vrijdag 12 januari 1962 zond de NCRV een door Wim Paauw geregisseerde versie uit het programma Prisma. Ze duurde 25 minuten.

## Rolbezetting
- Paul van der Lek (Ludwig Kraemer)
- Dick Scheffer (Bernhard Godemann)
- Eva Janssen (Maria)
- Wam Heskes (president van de rechtbank)
- Hans Veerman (politieagent)

## Inhoud
In een eenzame onderzoekerstent aan de rand van de Gobiwoestijn maakt Ludwig, een jonge man van de wetenschap, de dagelijkse meteorologische aantekeningen. Twee jaar reeds leidt hij, samen met zijn medewerker Bernhard - die net een kleine excursie maakt - een leven in troosteloze eenzaamheid. Terwijl moeheid hem overvalt, noteert hij plots in het dagboek dat Bernhard vandaag niet van zijn excursie zal terugkeren, daar hij, Ludwig, zijn drinkwater heeft vergiftigd. Hij schrikt zelf van de verraderlijke notitie, maar speculeert toch verder: binnen elf dagen, als het postvliegtuig komt, zal hij naar Berlijn terugvliegen en zich met behulp van een vervalst testament de geliefde van Bernhard en diens hele bestaan toe-eigenen. Zo zal hij aan zijn kwellende gebrek aan geluk ontkomen. Maar op dat ogenblik gaat de droom voor Ludwig onverwacht als nachtmerrie verder: het genot van het steelsgewijze verkregen geluk in Berlijn brengt Ludwig voor het gerecht en als aanklager staat daar de dode, weer tot leven gekomen Bernhard voor hem, die wisselende gedaanten aanneemt. Aanspraak op geluk staat tegenover aanspraak op geluk. De gewetensnood van de moordenaar is ontzettend. Eindelijk ontwaakt Ludwig, en Bernhard - die zijn drinkwater vergeten had - verschijnt ongedeerd voor de tent. Als het vliegtuig vervroegd aankomt, hoopt Ludwig dat niemand aan hem gedacht heeft, dat niemand hem met vreemd geluk in verzoeking brengt. En men heeft hem werkelijk vergeten: alleen Bernhard ontvangt post…